# عواد العواد
الدكتور عواد بن صالح بن عبد الله العواد مستشار في الديوان الملكي السعودي برتبة وزير شغل سابقًا منصب رئيس هيئة حقوق الإنسان بمرتبة وزير من 30 أغسطس 2019 وحتى 22 سبتمبر 2022، وقبلها كان وزيرًا للإعلام بالسعودية، حتى 27 ديسمبر 2018، وكان سفيرًا للسعودية لدى جمهورية ألمانيا الإتحادية، منذ أكتوبر 2015، كما كان رئيسًا لمركز التنافسية الوطني، ومشرفًا على مشروع هدف 10 في 10. وكان أيضا وكيلًا لمحافظ الهيئة العامة للاستثمار لشؤون الاستثمار، ومستشارًا مكلفًا بديوان أمير منطقة الرياض للشؤون الاقتصادية والمالية.

## التعليم
حاصل على دكتوراه في أنظمة الأسواق المالية من جامعة ورك ببريطانيا عام 2000، وحاصل على الماجستير في العمليات المصرفية من جامعة بوسطن عام 1996، ونال شهادة البكالوريوس من كلية العلوم الإدارية في جامعة الملك سعود بالعاصمة الرياض عام 1993.
وشارك العواد في عدد من البرامج العلمية، منها: في جامعة هارفرد للتنفيذيين، وبرنامج حكومة سنغافورة للتنمية الاقتصادية، وكرانفيلد المكثف للإدارة العليا، والعمليات المصرفية، وأيزن هاور للقيادات الشابة.

## الحياة الشخصية
ولد العواد في 11 إبريل 1972 في الرياض. وهو متزوج، ولديه ثلاثة أطفال، ويعيش مع عائلته في الرياض.

## المسيرة المهنية
شغل المناصب التالية خلال حياته المهنية:
- رئيس هيئة حقوق الإنسان من 30 أغسطس 2019 وحتى 22 سبتمبر 2022.
- مستشار بالديوان الملكي بمرتبة وزير.[1]
- وزير الإعلام السعودي (22 أبريل 2017 - 27 ديسمبر 2018)
- سفير خادم الحرمين الشريفين لدى جمهورية ألمانيا الاتحادية في الفترة (أكتوبر 2015 - أبريل 2017).[5]
- مستشارًا للشؤون الاقتصادية والمالية في المكتب الخاص لسمو ولي العهد (2013 - 2015)[3]
- مستشارًا لسمو أمير منطقة الرياض (2010 - 2013).
- رئيس مركز التنافسية الوطني الذي يهدف إلى تطوير قوانين وإجراءات الاستثمار في السعودية لتشجيع الاستثمار (2004 - 2010)، وكنائب لمحافظ الهيئة العامة للاستثمار في نفس الفترة.[6][7]
- مديرًا للدراسات المالية والرقابة المصرفية في المعهد المالي، وذلك خلال فترة من عمله في مؤسسة النقد العربي السعودي “ساما” (2000 - 2004).
- ترأس العواد وفد المملكة المناط به إجراء المفاوضات المتعلقة باتفاقيات حماية وتشجيع الاستثمارات الدولية التي تبرمها السعودية مع مختلف دول العالم.
- ترأس فريق السعودية المتخصص بالمنازعات التجارية في منظمة التجارة العالمية WTO.[3]
- نائبًا لرئيس اللجنة السعودية السويسرية المشتركة.[5]
- نائبًا لرئيس اللجنة السعودية الروسية المشتركة.[5]

## مراكز للتواصل الحكومي والدولي
أعلن الدكتور عواد العواد عن إطلاق مركزًا للتواصل الدولي في أغسطس 2017، وآخر للتواصل الحكومي في يناير 2018، بهدف توحيد الرسالة الإعلامية للسعودية، داخليًا، وخارجيًا، بالتنسيق مع الجهات الحكومية للعمل على صناعة المحتوى الإعلامي بأفضل أسلوب ممكن، وإدارة المحتوى الإلكتروني لضمان تطبيق معايير النشر، مع تقديم الدعم، وتعزيز التواصل لرفع مستوى الإنتاجية.

## تطوير المحتوى التلفزيوني
في ديسمبر 2017، أصدر العواد قرارًا بتعليق بث القناة السعودية الثانية، والتي تقدم محتوياتها باللغة الإنجليزية، بسبب تدني مستوى المشاهدة، ووجه هيئة الإذاعة والتلفزيون إلى إعداد خطة لتطوير القناة، بنحو يجعلها تنقل المحتوى الوطني للعمل بمهنية أكبر. وتضمن قراره دعم الجانب الاقتصادي من خلال دمج القناة الاقتصادية مع القناة الإخبارية، إضافةً إلى تحويل القناة الثقافية إلى «عامة» مع العمل على تطوير محتوها.

## تدويل أخبار الحج
تضمنت الخطة الإعلامية في الحج التي أطلقها الدكتور عواد العواد في أغسطس 2018، تأسيس منصة إلكترونية متخصصة باسم «بوابة الحج الإعلامية» وإطلاق هوية بصرية ولفظية للحج، بدأ العمل باستخدامها مع جميع الجهات المشاركة اعتبارًا من موسم حج 1439هـ، بعنوان «العالم في قلب المملكة»، لتكون بمثابة المرجع الإعلامي الرسمي لكل ما يتعلق بأعمال الحج من أخبار ومعلومات. وخلال الموسم، أسهمت المنصة في إنتاج وبث 1,419 مادة إعلامية، وإصدار 57 بيانًا صحفيًا، وإجراء سبعة لقاءات إعلامية مع مسؤولين سعوديين، جرى بثها بـ62 لغة عبر 19 قناة إعلامية، وصلت إلى أكثر من 100 دولة. كما حقق وسم الهوية البصرية على تويتر 18,232,192,272 ظهورًا على تويتر.

### استضافة الوكالات العالمية
أظهر عواد العواد اهتمامه باستضافة أكبر عدد من الإعلاميين الممثلين للقنوات والصحف على المستويين الإقليمي والعالمي، لضمان التعريف بالخدمات التي تقدمها المملكة العربية السعودية على نطاق دولي واسع. حيث جرى خلال موسم الحج 1439هـ/2018م استضافة 800 إعلامي أجنبي لتغطية شعائر الحج.

## وصلات خارجية
- وزارة الإعلام
- مركز التواصل الدولي
- العالم في قلب المملكة